# Йован Андревски
Йован Андревски (на македонска литературна норма: Jован Андревски) е армейски офицер, генерал-лейтенант и началник на Генералния щаб на Армията на Република Македония (АРМ) от 2000 до 2001 г.

## Биография
Роден е на 14 януари 1942 г. в охридското село Турие. Завършва основно образование в село Върбяни. През 1962 г. завършва инженерна подофицерска школа, а през 1967 г. Военната академия на Сухопътните войски на Югославската народна армия. От 1967 до 1972 г. е командир на взвод в Охридския гарнизон. През 1973 г. става командир на рота в същия гарнизон, а от 1974 г. е командир на рота в гарнизона в Струмица. В периода 1974 – 1978 г. е командир на батальон в същия гарнизон. През 1978 г. завършва Команднощабна академия на Сухопътните войски на ЮНА, а след това Школата за национална отбрана. От 1978 г. е назначен за началник на инженерния отдел на 168-а пехотна бригада на трета югославска армия. Остава на този пост до 1979 г. Между 1979 и 1982 г. е заместник-командир на инженерен полк в Скопие. От 1982 до 1983 г. е офицер в инженерния отдел на командването на трета югославска армия в Скопие. В периода 1983 – 1988 г. е командир на инженерен полк пак там. Между 1988 и 1992 г. е началник на инженерния отдел в командването на трета югославска армия. След като Република Македония се отделя от Югославия продължава да служи в армията на новата република. През 1992 г. е назначен за началник на Инженерното управление на Генералния щаб на армията на Република Македония. От 1994 до 1996 г. е командир на трети корпус на армията на Република Македония. След това до 2000 г. е командир на първи корпус на армията на Република Македония. Между 11 февруари 2000 и 12 май 2001 г. е началник на Генералния щаб на армията на Република Македония. След това до 2002 г. е съветник по военните въпроси на президента на Република Македония. Излиза в запаса през 2002 г. и живее в Скопие. Има съпруга Цара, с която сключва брак през 1968 г. и двамата имат две деца Биляна (р. 1969) и Мариан (р. 1972).

## Военни звания
- инженер-подпоручик (1967)
- Поручик (1970)
- Капитан (1972)
- Капитан 1 клас (1975)
- Майор (1979)
- Подполковник (1984)
- Полковник (1989)
- Генерал-майор (1995)
- Генерал-лейтенант (2000)

## Награди
- Орден за военни заслуги със сребърни мечове 1975 година;
- Орден на Народната армия със сребърна звезда 1975 година;
- Орден за военни заслуги със златни мечове 1980 година;
- Орден на труда със сребърен венец 1984 година;
- Орден на Народната армия със златна звезда 1989 година.